# Verpleegster-arrest
Het Verpleegster-arrest (HR 19 februari 1963, NJ 1963/512) is een arrest van de Nederlandse Hoge Raad dat betrekking heeft op dood door schuld.

## Casus
Verpleegster B. heeft dienst als omloopzuster op een operatiekamer. Bij een operatie houdt ze aan verpleegster S. in plaats van novocaïne een flesje met adrenaline voor. S. vult een injectiespuit met de verkeerde vloeistof. Gevolg is dat chirurg C. de patiënte met de verkeerde stof inspuit, waardoor deze kort daarna overlijdt aan een adrenaline-vergiftiging.

## Procesgang
Rechtbank en hof veroordelen B. wegens dood door schuld tot een boete van honderd gulden. Zij gaat hiertegen in cassatie. Het cassatieberoep wordt verworpen.

## Rechtsvraag
De vraag is of er in deze omstandigheden sprake is van dood door schuld. (Ja, ondanks de omstandigheden benadrukte de Hoge Raad dat de verpleegster als medisch professional een bijzondere zorgplicht had, voortvloeiend uit haar functie en verantwoordelijkheden (Garantenstellung)

## Hoge Raad

### Tweede middel
De Hoge Raad oordeelt:

dat de Rb. en dus ook het Hof uit de gebezigde bewijsmiddelen, gelet met name op de opleiding van requirante, den aard van de werkzaamheden die door haar werden verricht met het oog op verdoving ter gelegenheid van een operatieven ingreep alsmede haar wetenschap omtrent het vertrouwen dat in haar moest worden gesteld en omtrent het ontbreken van controle door de andere zuster en door den chirurg, hebben kunnen afleiden, dat requirante aanmerkelijk is tekortgeschoten voor wat betreft de op haar rustende plicht om de nodige oplettendheid te betrachten en dat de handelwijze van requirante mitsdien getuigde van een mindere of meerdere mate van grove onoplettendheid, opleverende schuld in de zin van art. 307 Sr.

### Eerste middel
Krachtens art. 359 Sv moet de rechter gemotiveerd beslissen over verweren als bedoeld in art. 358 Sv.
Indien echter de beschuldiging vervat in de tenlastelegging luidt dat de dood aan schuld te wijten is,
dan is een beroep op afwezigheid van schuld een beroep op het niet bewezen zijn van het
ten laste gelegde. De verklaring van de rechter, dat het ten laste gelegde wel bewezen is, impliceert het antwoord op het verweer.